# Södra Vedbo, Norra Vedbo och Vista häraders domsaga
Södra Vedbo, Norra Vedbo och Vista häraders domsaga var en domsaga i Jönköpings län. Den bildades 1680 och uppgick 1799 i Norra och Södra Vedbo domsaga samt del av Tveta, Vista och Mo domsaga.  
Domsagan låg i domkretsen för Göta hovrätt. 

## Tingslag
- Vista tingslag
- Södra Vedbo tingslag
- Norra Vedbo tingslag